# Kazuaki Ihori
Kazuaki Ihori (japanisch 井堀 二昭 Ihori Kazuaki; * 16. April 2001 in der Präfektur Okayama) ist ein japanischer Fußballspieler.

## Karriere
Kazuaki Ihori erlernte das Fußballspielen in der Schulmannschaft der Shizugaku High School sowie in der Universitätsmannschaft der Tokai Gakuen University. Seinen ersten Vertrag unterschrieb er am 1. Februar 2024 beim Kagoshima United FC. Sein Zweitligadebüt gab Ihori am 19. Oktober 2024 (35. Spieltag) im Heimspiel gegen den Ehime FC. Bei dem 4:0-Erfolg wurde er in der 90. Minute für Keita Fujimura eingewechselt. In seiner ersten Profisaison bestritt er zwei Ligaspiele sowie zwei Spiele im Ligapokal. Am Ende der Saison 2024 belegte er mit Kagoshima den 17. Tabellenplatz und musste somit in die dritte Liga absteigen.